# 道後村
道後村（どうごむら）は愛媛県温泉郡にあった村である。

## 沿革
- 1889年12月15日 - 町村制施行により旧温泉郡石手村、一万村、一万町の一部、道後村の一部、持田村の一部が合併し新制温泉郡道後村として発足。
- 1899年7月31日 - 温泉郡御幸村祝谷地区を編入。
- 1908年4月1日 - 一万、道後、持田地区の各一部が松山市に編入される。
- 1923年4月1日 - 一万全域と道後、持田地区の各一部が松山市に、残部が温泉郡道後湯之町に編入され消滅。

## 教育
- 愛媛県農業学校（1900年開校）
- 愛媛県立商業学校（1902年開校）
- 愛媛県立松山中学校（1916年移転）
- 松山高等学校（1920年移転）
- 道後尋常高等小学校

## 交通

### 鉄道路線
- 松山電気軌道[1]
六角堂停留場 - 道後公園停留場 - 道後停留場

## 名所・旧跡
- 湯築城跡
- 道後公園
- 石手寺（四国霊場第五十一番札所）
- 伊佐爾波神社
- 松山神社
- 義安寺
- 常信寺